# Ĉ
Ĉ（チョー）は、ラテン文字 C の上にサーカムフレックス (^) を付けたもので、エスペラント・アルファベットの4番目（C と D の間）の文字。小文字は ĉ。音価は [tʃ] で、日本語の「ちゃ」「ち」「ちぇ」「ちょ」の子音に近い。字上付を使用しない代用表記は ch である。
また、中国語のピン音において、綴りを短くするために ch を ĉ と省略できることになっているが、現実の使用例はほとんどない。

## Ĉ の意味
- 「約」「大体」を表す ĉirkaŭ の略 (ĉ.)。

## 文字コード
| 大文字 | Unicode | JIS X 0213 | 文字参照       | 小文字 | Unicode | JIS X 0213 | 文字参照       | 備考 |
| ------ | ------- | ---------- | -------------- | ------ | ------- | ---------- | -------------- | ---- |
| Ĉ      | U+0108  | 1-10-57    | &#x108; &#264; | ĉ      | U+0109  | 1-10-63    | &#x109; &#265; |      |

## 他の手段による表現
- 点字:
- モールス信号: －・－・・